# Mycetophila clavata
Mycetophila clavata är en tvåvingeart som beskrevs av Van Duzee 1928. Mycetophila clavata ingår i släktet Mycetophila och familjen svampmyggor. Inga underarter finns listade i Catalogue of Life.